# Градски музеј Карловац
Градски музеј Карловац је установа која се налази на Штросмајеровом тргу 7. Садржи археолошку, историјску, културно-историјску, етнолошку збирку, збирку галерије и 18.000 предмета. 

## Историја
Основан је 1904. године када је почео са радом у палати коју је око 1631. подигао карловачки генерал Вук Крсто Франкопан. У фонду музеја се и данас чувају две слике Вјекослава Караса и први бицикл са карловачких улица, „тресач костију” Петра Лукшића поклоњени у склопу збирке коју је спровео Музејски одбор основан 1911. године. Године 1952. је на предлог Извршног већа Сабора Републике Хрватске објављен први попис установа под насловом „Музеји и архиви у Хрватској”, у Карловцу је запослена професорка Ивана Врбанић као први стручњак 1904. године. Стара барокна палата у близини градске куће је призната као најбоље градско место за музејску делатност. У њој су венчани Катарина Франкопан и Петар Зрински 1641. године и представља резиденцију карловачког генерала Ивана Јосипа Херберстеина. Музеј се као организација развијао спајањем Галерије слика 1954, галеријског одељења и Културно-историјског, историјског, етнографског, археолошког, природњачког и Одељења за савремену историју од настанка Републике Хрватске. Музејска пракса која се одвија на локацијама Градског музеја на Штросмајеровом тргу, Галерије Вјекослав Карас у Новом центру, Музеја Домовинског рата у Турњу и Старог града Дубовца је прерасла у систем од четири организационе јединице које чине Музеје града Карловца од 2021. године.